# Centaurea coutinhoi
Centaurea coutinhoi é uma espécie de planta com flor pertencente à família Asteraceae.
A autoridade científica da espécie é Franco, tendo sido publicada em Nova Fl. Portugal 2: 477, 572 (1984).

## Portugal
Trata-se de uma espécie presente no território português, nomeadamente em Portugal Continental.
Em termos de naturalidade é endémica da Península Ibérica.

## Protecção
Não se encontra protegida por legislação portuguesa ou da Comunidade Europeia.